# Staurotheca polarsterni
Staurotheca polarsterni är en nässeldjursart som beskrevs av Peña-Cantero, Svoboda och Vervoort 1997. Staurotheca polarsterni ingår i släktet Staurotheca och familjen Syntheciidae.
Artens utbredningsområde är Södra Ishavet. Inga underarter finns listade i Catalogue of Life.